# Atom Anti
Atom Anti (eredeti cím: Atom Ant) a hangya szuperhős, a Hanna-Barbera amerikai rajzfilmgyártó cég által kitalált szereplő, akit 1965-ben hoztak létre, Az Atomhangya (eredeti cím:  Atom Ant) című rajzfilmsorozat főszereplőjeként, amely a Cukorfalat és a Mormogiék mellett került adásba. A sorozatot Magyarországon az 1989. december 26-tól az MTV2 adta.

## Anti, az Atom
Anti egy tölgyfa alatt él Hangyafalva (Antville) városában. Ereje forrása egy laborbaleset, de ennek pontos mibenlétét – azon kívül, hogy az atommaghasadással kapcsolatos természetű volt – nem tudni.
Anti elkötelezett szuperhős. Rejtekhelyén nagyszámítógépet, labort, valamint edzőfelszerelést (például saját méretéhez képest óriási súlyzókat) tart. A képességei a repülésre, a szupersebességre és csodálatos erőre terjednek ki.
Gyakran lép vele kapcsolatba a rendőrség és kéri a hős segítségét, ha megoldhatatlan bűnügyet talált. Egy epizódban a karhatalom arra számít, hogy Anti végzi el a munka egészét – csak két rendőr van: a főnök és a helyettes főnök. Az osztály mindössze egy megrozsdásodott járőrkocsit birtokol.
Szuperhősviselete a lila harisnyanadrág és piros pulóver, nagy lila „A” betűvel a mellén, valamint fehér bukósisak. A vészjelzéseket az antennáin keresztül fogja.
Atom Anti eredeti harci kiáltása a: „Up and At 'em, Atom Ant!”, a magyar fordításban "Atom Anti a nyomodban van, hajrá!". A magyar változat narrálása visszatérő bevezetése lett közkedvelt:
„Íme, Atom Anti, a hangya,
a fürge, a bátor,
ki minden bűnt meggátol.
s oly parány,
hogy nagy talány,
erejét honnan vette.
Ki gyönge, tüstént hívja őt:
Anti, megküzd helyette.
Ökle, mint a pöröly,
hát vele ne pörölj.
Mert mily kicsi ő, oly nagy hatalom:
Anti, az Atom.”

### Ellenfelei
Atom Anti olyan rosszfiúkkal vívott meg mint Karate Hangya, Fekély Bolha (Ferocious Flea), Hatalmas Termesz (Godzilla Termite).

## Szereplők
- Pathó István – Narrátor
- Rudolf Péter – Atom Anti
- Tyll Attila – Von Trükk professzor; Doktor Krakéler
- Rácz Géza – Fekély Bolha
- Örkényi Éva – Nagyi
- Kristóf Tibor – Brutus
- Farkasinszky Edit – Fifi
- Huszár László – Mormogi papa
- Győri Ilona – Mormogi mama
- Végh Péter – Mormogi Pindur
- Magda Gabi – Mormogi Flóri
- Horkai János – Bolhás papa
- Dallos Szilvia – Bolhás mama
- Kerekes József – Bolhás Böhöm; Bolhás Duci; Pocok; Mosómedve
- Láng József – főcímdal
- Kertész Zsuzsa – felolvasó

További magyar hangok: Antal László, Barbinek Péter, Bata János (Útépítő munkás), Benkóczy Zoltán (Gömböc, Dr. Csodapók segítője), Benkő Gyula (Tábornok), Beregi Péter, Bolba Tamás, Botár Endre, Csurka László (Fürgeujjú Finnegan; további szereplők), Dengyel Iván, Dobránszky Zoltán, Farkas Antal (Tornádó, a bika), Földessy Margit, Gruber Hugó, Haraszin Tibor, Harsányi Gábor, Horváth Gyula (Phillip Dugo), Izsóf Vilmos, Jani Ildikó, Kautzky József, Kenderesi Tibor, Kisfalussy Bálint, Kiss Gábor, Kiss László, Koroknay Géza (Szuper Srác; további szereplők), Kránitz Lajos, Kun Vilmos, Láng József, Makay Sándor (Bolhacirkusz főnök), Maróti Gábor, Mihók Éva, Móni Ottó, Papp Ágnes, Peczkay Endre, Reviczky Gábor (Dinamo Joe), Simorjay Emese (Goldie), Somogyvári Pál, Soós László, Straub Dezső, Surányi Imre, Szabó Ottó (Charlie, a sintér; Angol rendőr), Szalay Imre, Szerednyey Béla (Marslakó #1; Csirke Enchilada), Szokol Péter, Tóth Titusz, Usztics Mátyás (Marslakó #2), Vadász Bea, Várkonyi András, Végh Péter

## Epizódok
| #   | MTV2 | Sorozat cím | Eredeti cím                   | Magyar cím                             | Eredeti bemutató     | Magyar bemutató    |
| --- | ---- | ----------- | ----------------------------- | -------------------------------------- | -------------------- | ------------------ |
| 1.  | 25.  | Atom Anti   | Up and Atom                   | Megkergetve és megkergítve             | 1965. október 2.     | 1990. július 3.    |
| 1.  | 25.  | Cukorfalat  | Precious Jewels               | A házőrzők gyöngye                     | 1965. október 2.     | 1990. július 3.    |
| 1.  | 25.  | Mormogiék   | Woodpecked                    | Kopogd le a fán!                       | 1965. október 2.     | 1990. július 3.    |
| 2.  | 23.  | Atom Anti   | Crankenshaft's Monster        | Doktor Krakéler szörnyszülöttje        | 1965. október 9.     | 1990. június 12.   |
| 2.  | 23.  | Cukorfalat  | Doggone Dognapper             | A kutyaütő kutyafogó                   | 1965. október 9.     | 1990. június 12.   |
| 2.  | 23.  | Mormogiék   | Detour For Sure               | Mormogiék az útépítés útjában          | 1965. október 9.     | 1990. június 12.   |
| 3.  | 1.   | Atom Anti   | Gem-A-Go-Go                   | A nagy topáz-lopás                     | 1965. október 16.    | 1989. december 26. |
| 3.  | 1.   | Cukorfalat  | Crook Out Cook Out            | A betört betörő                        | 1965. október 16.    | 1989. december 26. |
| 3.  | 1.   | Mormogiék   | Going, Going Gone Gopher      | Nagy pocakú pici pocok                 | 1965. október 16.    | 1989. december 26. |
| 4.  | 24.  | Atom Anti   | Ferocious Flea                | Fekélybolha-cirkusz                    | 1965. október 23.    | 1990. június 19.   |
| 4.  | 24.  | Cukorfalat  | Bites and Gripes              | Váltságdíjszedők válságban             | 1965. október 23.    | 1990. június 19.   |
| 4.  | 24.  | Mormogiék   | Stranger Than Friction        | Majomszeretet                          | 1965. október 23.    | 1990. június 19.   |
| 5.  | 22.  | Atom Anti   | Rambling Robot                | A randalírozó robot                    | 1965. október 30.    | 1990. június 5.    |
| 5.  | 22.  | Cukorfalat  | Queen of the Road             | Mekkeveri megkeveri                    | 1965. október 30.    | 1990. június 5.    |
| 5.  | 22.  | Mormogiék   | Anglers Aweigh                | Az óriás törpe-harcsa                  | 1965. október 30.    | 1990. június 5.    |
| 6.  | 21.  | Atom Anti   | Nobody's Fool                 | Anti-eltérítő akció                    | 1965. november 6.    | 1990. május 29.    |
| 6.  | 21.  | Cukorfalat  | Next of Kin                   | Dögönyöző örökösök                     | 1965. november 6.    | 1990. május 29.    |
| 6.  | 21.  | Mormogiék   | Goldilocks and the Four Bears | A négy medve meséje                    | 1965. november 6.    | 1990. május 29.    |
| 7.  | 26.  | Atom Anti   | Atom Ant Meets Karate Ant     | Miszter Muto megmutatja                | 1965. november 13.   | 1990. július 10.   |
| 7.  | 26.  | Cukorfalat  | Bowling Pinned                | Nagyit nem lehet kigolyózni            | 1965. november 13.   | 1990. július 10.   |
| 7.  | 26.  | Mormogiék   | Picnic Panicked               | Piknik pánik                           | 1965. november 13.   | 1990. július 10.   |
| 8.  | 2.   | Atom Anti   | Fastest Ant in the West       | A leggyorsabb hangya a vadnyugaton     | 1965. november 20.   | 1990. január 2.    |
| 8.  | 2.   | Cukorfalat  | Poodle Pandemonium            | Nem lehet tudni, kit választ a pudli   | 1965. november 20.   | 1990. január 2.    |
| 8.  | 2.   | Mormogiék   | Judo Kudos                    | A karatézó medve                       | 1965. november 20.   | 1990. január 2.    |
| 9.  | 3.   | Atom Anti   | Mistaken Identity             | Ál-Atom Anti                           | 1965. november 27.   | 1990. január 9.    |
| 9.  | 3.   | Cukorfalat  | Dog Tracks                    | Az ebül járt sintér                    | 1965. november 27.   | 1990. január 9.    |
| 9.  | 3.   | Mormogiék   | Courtin' Disaster             | Hogyha kemény a sütemény               | 1965. november 27.   | 1990. január 9.    |
| 10. | 4.   | Atom Anti   | How Now Bow Wow               | Ebrablás                               | 1965. december 4.    | 1990. január 16.   |
| 10. | 4.   | Cukorfalat  | Sub-Marooned                  | A titkos fegyver                       | 1965. december 4.    | 1990. január 16.   |
| 10. | 4.   | Mormogiék   | Just Plane Around             | Mormogi merülő repülője                | 1965. december 4.    | 1990. január 16.   |
| 11. | 5.   | Atom Anti   | Dragon Master                 | A sárkányszelídítő                     | 1965. december 11.   | 1990. január 23.   |
| 11. | 5.   | Cukorfalat  | Lady Bugged                   | Szomszédasszony, hol a koffer?         | 1965. december 11.   | 1990. január 23.   |
| 11. | 5.   | Mormogiék   | War Games                     | Háborúsdi                              | 1965. december 11.   | 1990. január 23.   |
| 12. | 6.   | Atom Anti   | The Big Gimmick               | A nagy trükk                           | 1965. december 18.   | 1990. január 30.   |
| 12. | 6.   | Cukorfalat  | Test in the West              | Nincs nyugalom a vadnyugaton           | 1965. december 18.   | 1990. január 30.   |
| 12. | 6.   | Mormogiék   | Bricker Brats                 | A béke vége                            | 1965. december 18.   | 1990. január 30.   |
| 13. | 7.   | Atom Anti   | Super Blooper                 | Szupersrác                             | 1965. december 25.   | 1990. február 6.   |
| 13. | 7.   | Cukorfalat  | Bones and Groans              | A boldogtalan bulldog meg a csont      | 1965. december 25.   | 1990. február 6.   |
| 13. | 7.   | Mormogiék   | Slap Happy Grandpappy         | Jópipa a nagypapa                      | 1965. december 25.   | 1990. február 6.   |
| 14. | 8.   | Atom Anti   | Wild, Wild Ants               | A hangya-dombi banda                   | 1966. január 1.      | 1990. február 13.  |
| 14. | 8.   | Cukorfalat  | Girl Whirl                    | Melyik eb az ügyesebb?                 | 1966. január 1.      | 1990. február 13.  |
| 14. | 8.   | Mormogiék   | Do the Bear                   | Lássuk a medvét!                       | 1966. január 1.      | 1990. február 13.  |
| 15. | 9.   | Atom Anti   | Dina-Sore                     | Őslények és hős lények                 | 1966. január 8.      | 1990. február 20.  |
| 15. | 9.   | Cukorfalat  | Butterfly Nut                 | Pillangók és jómadarak                 | 1966. január 8.      | 1990. február 20.  |
| 15. | 9.   | Mormogiék   | Pooped Pops                   | Nyilazz úgy, mint Robin Hood!          | 1966. január 8.      | 1990. február 20.  |
| 16. | 10.  | Atom Anti   | Amusement Park Amazement      | Sirám park                             | 1966. január 15.     | 1990. február 27.  |
| 16. | 10.  | Cukorfalat  | Precious Bone                 | Cukorfalat jó falatja                  | 1966. január 15.     | 1990. február 27.  |
| 16. | 10.  | Mormogiék   | Leaky Creek                   | Ha a hód mond hahót                    | 1966. január 15.     | 1990. február 27.  |
| 17. | 11.  | Atom Anti   | Bully for Atom Ant            | A mexikóiak legvadabbika               | 1966. január 22.     | 1990. március 6.   |
| 17. | 11.  | Cukorfalat  | The Bird Watcher              | Madár hamburger                        | 1966. január 22.     | 1990. március 6.   |
| 17. | 11.  | Mormogiék   | My Fair Hillbilly             | Fontos itten, mi az illem              | 1966. január 22.     | 1990. március 6.   |
| 18. | 12.  | Atom Anti   | Termighty Mean                | A termesz győztes nem lesz             | 1966. január 29.     | 1990. március 13.  |
| 18. | 12.  | Cukorfalat  | Pup, Skip and Jump            | Cukorfalat, szégyelld magad!           | 1966. január 29.     | 1990. március 13.  |
| 18. | 12.  | Mormogiék   | Rickety-Rockety-Raccoon       | Mosó, a lopó                           | 1966. január 29.     | 1990. március 13.  |
| 19. | 14.  | Atom Anti   | Nine Strikes You're Out       | Heten, mint a gonoszok, meg még kettő  | 1966. február 5.     | 1990. április 3.   |
| 19. | 14.  | Cukorfalat  | Dog Trained                   | Kalauz kutyaszorítóban                 | 1966. február 5.     | 1990. április 3.   |
| 19. | 14.  | Mormogiék   | Modern Inconvenience          | Azok a fránya modern masinák           | 1966. február 5.     | 1990. április 3.   |
| 20. | 13.  | Atom Anti   | Go West Young Ant             | Menj nyugatra, ifjú hangya!            | 1966. február 12.    | 1990. március 27.  |
| 20. | 13.  | Cukorfalat  | Oliver Twisted                | Twist Olivér kutyaélete                | 1966. február 12.    | 1990. március 27.  |
| 20. | 13.  | Mormogiék   | Rabbit Rumble                 | A megnyúlt nyúl                        | 1966. február 12.    | 1990. március 27.  |
| 21. | 17.  | Atom Anti   | Knight Fight                  | A hangya lovag                         | 1966. szeptember 10. | 1990. április 24.  |
| 21. | 17.  | Cukorfalat  | Ski Sickness                  | Siklik Nagyi a fényes havon            | 1966. szeptember 10. | 1990. április 24.  |
| 21. | 17.  | Mormogiék   | Saucy Saucers                 | Mars a Marsra!                         | 1966. szeptember 10. | 1990. április 24.  |
| 22. | 16.  | Atom Anti   | Pteraducktyl Soup             | Észvesztő élesztő                      | 1966. szeptember 17. | 1990. április 17.  |
| 22. | 16.  | Cukorfalat  | Pot Time Work                 | Mit zabál a kannibál?                  | 1966. szeptember 17. | 1990. április 17.  |
| 22. | 16.  | Mormogiék   | Whirly Bear                   | Ha több van egy kerékkel               | 1966. szeptember 17. | 1990. április 17.  |
| 23. | 15.  | Atom Anti   | Up in the Air Squares         | Légbőlkapott történet                  | 1966. szeptember 24. | 1990. április 10.  |
| 23. | 15.  | Cukorfalat  | A Grapple for the Teacher     | A kikészített kiképző                  | 1966. szeptember 24. | 1990. április 10.  |
| 23. | 15.  | Mormogiék   | Speckled Heckler              | Lep-kelepce                            | 1966. szeptember 24. | 1990. április 10.  |
| 24. | 18.  | Atom Anti   | Mouse Rouser                  | Egérsegély                             | 1966. október 1.     | 1990. május 8.     |
| 24. | 18.  | Cukorfalat  | A Fiend in Need               | Rémes történet                         | 1966. október 1.     | 1990. május 8.     |
| 24. | 18.  | Mormogiék   | Chipper Chirper               | Mormogi mama madárkája                 | 1966. október 1.     | 1990. május 8.     |
| 25. | 19.  | Atom Anti   | Killer Diller Gorilla         | King-Kongnak kongattak                 | 1966. október 8.     | 1990. május 15.    |
| 25. | 19.  | Cukorfalat  | Mascot Massacre               | Kabalakutya                            | 1966. október 8.     | 1990. május 15.    |
| 25. | 19.  | Mormogiék   | Gettin' Paws Goat             | Kecskefogacska                         | 1966. október 8.     | 1990. május 15.    |
| 26. | 20.  | Atom Anti   | Rock-a-Bye Boo-Boo            | Atom Anti esete a harcias anyamadárral | 1966. október 15.    | 1990. május 22.    |
| 26. | 20.  | Cukorfalat  | A.M. Mayhem                   | Az alvajáró nagyi                      | 1966. október 15.    | 1990. május 22.    |
| 26. | 20.  | Mormogiék   | Buzzin' Cuzzins               | A vad rokon                            | 1966. október 15.    | 1990. május 22.    |

## Utóélete
- Nincs kizárva, hogy a karakter inspirálta a brit punkrocker Stuart Goddardot, hogy az Atom Anti művésznevet használja.
- A Cartoon Network csinált egy olyan zenei videót, ami az Atom Anti zenéjét remixelte.
- A szuperhangya vendégszerepel a Harvey Birdman, Attorney at Law egyik epizódjában. A sorozat leginkább felnőtteknek szól, akik még emlékeznek a ’60-as évek Hanna-Barbera figuráira. A film ábrázolta ’60-as években Birdman sokadrangú szuperhős, az ügyfelek pedig lecsúszott egykori mesehősök. Bubut a Maci Laciból lopással vádolják, Scooby-Doot füvezésért lecsukják, és így tovább. Atom Anti mint nukleáris fenyegetés jelenik meg.